# Raraka
Raraka ist ein Atoll im Tuamotu-Archipel des Südpazifiks und gehört politisch zur Teilgemeinde (commune associée) Kauehi der Gemeinde Fakarava in Französisch-Polynesien. Die bewohnte Insel liegt rund 475 km nordöstlich von Tahiti.

## Geografie
Das ovale Atoll mit einem Durchmesser von ungefähr 19 × 24 km hat eine Landfläche von nur 7,2 km², die Lagune hingegen bedeckt 342 km². Raraka ist Teil des „Tuamotu Seamount Trails“ der Pazifischen Platte. Das Atoll ist mit 51,8 bis 53,8 Millionen Jahren erdgeschichtlich relativ alt, und der aus vulkanischen Gesteinen gebildete Zentralberg ist bereits seit langer Zeit unter dem Meeresspiegel versunken. Verblieben ist nur der Riffkranz mit den niedrigen, aus Korallensand und -trümmern bestehenden Motus unterschiedlicher Größe. Zahlreiche flache Tidenkanäle (Hoa) sorgen für den Wasseraustausch mit dem offenen Ozean, doch es gibt nur eine schiffbare Zufahrt zur Lagune, die Passe Manureva bei der Ansiedlung im Nordwesten des Atolls.
Das Landschaftsbild wird heute von angepflanzten Kokospalmen dominiert. Reste ursprünglicher Vegetation gibt es noch auf den kleineren Motus. Sie ähnelt der Flora auf den übrigen Tuamotuinseln und besteht vorwiegend aus Pisonia grandis, Heliotropen der Art Heliotropium arboreum (Synonyme: Argusia argentea, Tournefortia argentea) und Pandanus tectorius mit buschigen und kriechenden Pflanzen als Vor- und Unterwuchs.

## Bevölkerung
Raraka hat nur ein Dorf auf dem Motu Tapu im Nordwesten und leidet, wie alle abgelegenen Inseln Polynesiens, unter einem ständigen Bevölkerungsschwund. Im Jahr 2017 hatte die Insel 96 Einwohner, ein Minus von 12 % gegenüber dem Jahr 2012.

## Wirtschaft und Infrastruktur
Große Teile des Landbesitzes sind Eigentum des Perlenhändlers Robert Wang aus Tahiti. Das zu dem Riffkranz des Atolls gehörende, unbesiedelte Motu Tohepuku befindet sich ebenfalls in Privatbesitz und steht derzeit (Stand 2020) zum Verkauf.
Raraka hat keine zentrale Stromversorgung, die Wasserversorgung erfolgt über Zisternen. Befestigte Straßen gibt es nicht. Ein nur für kleine Boote geeignetes Hafenbecken befindet sich auf der Lagunenseite bei der Ansiedlung. Der Zugang zum Dorf erfolgt über einen niedrigen Betonkai. Der nächste Flugplatz liegt auf der Insel Fakarava, mit dem Boot ca. 1 Stunde entfernt.
Es gibt keinen Arzt und kein Krankenhaus. Die Kinder können eine einklassige Dorfschule besuchen, die Möglichkeit zum Erwerb eines höheren Bildungsgrades besteht nur außerhalb der Insel (Stand 2017). Im Dorf gibt es eine kleine katholische Kirche, die „Eglise Sainte Thérèse de l’enfant-Jésus“.
Die Insulaner leben hauptsächlich von der Subsistenzwirtschaft und exportieren etwas Kopra. Der Tourismus beschränkt sich auf gelegentliche Besuche von Weltumseglern, da die Insel nur schwer erreichbar ist und jegliche touristische Infrastruktur fehlt.

## Geschichte
Über die Frühgeschichte des Atolls ist wenig bekannt, gesichert ist nur, dass es bereits vor Ankunft der ersten Europäer von Polynesiern besiedelt war. Am 1. Oktober 1831 wurde Raraka von John Ireland, dem Kapitän der britischen Brigg Adhemar, für Europa entdeckt. Ireland war ein amerikanischer Handelskapitän, der im Waren- und Passagierverkehr mit dem Chinesischen Reich und Japan engagiert war.
Im September 1838 erreichte der Franzose Jules Dumont d’Urville mit den Schiffen Astrolabe und Zèlée die Insel. In seinem Reisebericht wird sie unter ihrem polynesischen Namen Raraka beschrieben und der Küstenverlauf teilweise kartiert
Am 29. August 1839, kam die Vincennes, das Flaggschiff der United States Exploring Expedition (US Ex Ex) unter dem Kommando von Charles Wilkes auf Raraka an. Die Insulaner empfingen die Seeleute freundlich. Es kam zu einem Austausch von Geschenken und der Häuptling und seine Frau kamen an Bord der Vincennes. Dass die Zivilisation die Insel bereits erreicht hatte, erkannte Wilkes daran, dass der Häuptling eine Flasche Whisky als Gastgeschenk erwartete. Auf der Insel hielten sich Reisende von Tahiti und Anaa auf, die mit zwei großen Doppelrumpf-Kanus gekommen waren, ein Beweis für die vielfältigen und über große Entfernungen bestehenden Kontakte zwischen den polynesischen Inseln. Die Besucher wohnten in den aus gebogenen Zweigen und Matten bestehenden Hütten ihrer Kanus, die sie an Land aufgestellt hatten. Ein katholischer Missionar aus Tahiti und mehrere einheimische Laienpriester waren bereits tätig und ein englischer Perlenhändler, der drei Monate zuvor von einem Schoner krank zurückgelassen worden war, hatte sich angesiedelt.
Am Eingang zur Lagune hatten die Insulaner aus Korallenblöcken eine Fischfalle gebaut (sie ist heute noch an der Ostseite der Passe Manureva zu sehen). Wilkes konnte beobachten, wie Männer, Frauen und Kinder eine lange Reihe in der Lagune bildeten – die Männer im tiefen, die Kinder im flachen Wasser – und die Fische mit Palmwedeln in die Falle trieben. Sodann wurde der Eingang mit Korallenblöcken verschlossen und die gefangenen Fische mit Speeren harpuniert.
Wilkes kehrte noch zu einem weiteren Kurzaufenthalt am 18. Dezember 1840 zurück. Er brachte auch einige Gegenstände in die USA, die er auf Raraka eingetauscht hatte. Darunter ist eine hölzerne Schüssel, die wie eine verlängerte Schaufel aussieht und deutliche Ähnlichkeit mit einem Vergleichsstück aus Napuka hat. Sie wurde für die Zubereitung und das Servieren von Nahrung benutzt und befindet sich heute in der Sammlung des National Museum of Natural History in Washington, D.C.
1977 wurde Raraka zusammen mit anderen Regionen aus den Gemeinden Aratika, Fakarava, Kauehi, Niau, Taiaro und Toau von der UNESCO als Biosphärenreservat eingestuft.